# Lila Hanitra Ratsifandrihamanana
Lila Hanitra Ratsifandrihamanana, née le 19 novembre 1959 à Antananarivo (Madagascar), est une femme politique et diplomate malgache. Elle est ministre de la Recherche scientifique entre février 1997 et juillet 1998 puis ministre des Affaires étrangères entre juillet 1998 et février 2002. Elle est ambassadrice de Madagascar au Sénégal (avec accréditation au Mali, Burkina Faso, Gambie, Côte d’Ivoire, Cap Vert et Maroc) entre juillet 2002 à décembre 2006, avant d’intégrer les organisations internationales, telle que l'Union africaine, en tant qu'ambassadrice, observateur permanent auprès des Nations unies à New York entre décembre 2006 à octobre 2009, puis la FAO comme directrice du bureau de liaison à New York entre octobre 2009 et septembre 2012. Elle a poursuivi sa carrière dans des organismes de développement et humanitaire. Elle a été, entre autres, directrice Pays de CBM Global Disability Inclusion de 2015 à 2022 et directrice générale de l'Association multiethnique pour l'intégration des personnes handicapées (AMEIPH) du Québec, depuis 2023. 

## Jeunesse
Lila Hanitra Ratsifandrihamanana est la sixième enfant de Henri Ratsifandrihamanana (1921-1982), pédiatre et fervent militant politique de la lutte anti-colonialiste et de Clarisse Ratsifandrihamanana (1926-1987), femme de lettres et poétesse, membre de l'Académie malgache, et de plusieurs organisations littéraires nationales et internationales. 
Elle effectue ses études supérieures à l'École des mines de Saint-Pétersbourg (Russie), où elle a obtenu un master of sciences en géologie et le diplôme d'ingénieur des mines-géophysicien. Son parcours professionnel l'ayant conduite à évoluer dans la sphère de la diplomatie, Lila Hanitra Ratsifandrihamanana a suivi un programme de formation à l'université Fairleigh-Dickinson au New Jersey (États-Unis), et a obtenu, en 2010, un master en science administrative, diplomatie et relations internationales. Elle a par la suite poursuivi une formation doctorale à Walden University (États-Unis) et a obtenu son Ph.D en 2018.

## Carrière professionnelle et politique
Engagée dans la vie politique nationale, Lila Hanitra Ratsifandrihamanana a été vice-présidente du parti AKFM Fanavaozana et présidente de l'association « Femmes pour le renouveau ». Elle a aussi été membre de l’association des femmes ministres et parlementaires de Madagascar et a participé à plusieurs élections au niveau national, provincial et communal.
Ayant commencé, sur le plan professionnel, par entreprendre une carrière d'enseignant-chercheur à l'université d'Antananarivo dès 1986, elle s'est consacrée à la recherche et l’enseignement des sciences de la terre et à la didactique des sciences naturelles à l'École normale supérieure (ENS). Elle a été de 1992 à 1997, chef du centre d'études et de recherches en sciences naturelles et responsable du projet de formation des conseillers pédagogiques en sciences naturelles (1993-1997).
Promue ministre de la Recherche scientifique, à 38 ans, au sein du gouvernement du Premier ministre Pascal Rakotomavo sous la présidence de Didier Ratsiraka, elle est la première femme à occuper cette fonction. Elle porte comme bilan le lancement des foires de la recherche nationale, dénommés « Hall de la recherche nationale » (HARENA).
De 1998 à 2002, en sa qualité de chef de la diplomatie malgache, elle représente Madagascar à diverses réunions et conférences de l'ONU, de l'OUA, de l'Organisation internationale de la francophonie, du mouvement des non-alignés, du Groupe des 77, des pays les moins avancés, des organisations régionales telles que l'IOR ARC, le COMESA ou encore la COI, qu'elle a présidé en 2000-2001. 
Elle a effectué plusieurs visites et rencontres officielles dans plus d'une cinquantaine de pays et a initié différentes manifestations et rencontres internationales à Madagascar. Elle a été à l’origine de l’idée d’une plateforme d’échange entre la Chine et l’Afrique, devenue par la suite le Forum sur la coopération sino-africaine (FOCAC).

## Vie sociale
Lila Hanitra Ratsifandrihamanana a été engagée dans des activités de groupements associatifs, en étant présidente de l'association « TANY VAO – Terre nouvelle », présidente d'honneur de l'association Accueil Madagascar, membre du bureau de l'association « Femmes, sciences, développement » et membre de l'Union nationale des géologues de Madagascar (UNGM).

## Vie personnelle
Lila Hanitra Ratsifandrihamanana est mariée et mère de trois enfants.